# Daphnella tosaensis
Daphnella tosaensis é uma espécie de gastrópode do gênero Daphnella, pertencente à família Raphitomidae.